# Forrest Lasso
Forrest Baldwin Lasso, född 11 maj 1993 i Raleigh, North Carolina, är en amerikansk fotbollsspelare (försvarare) som spelar för Tampa Bay Rowdies.

## Karriär
Den 11 januari 2022 värvades Lasso av GIF Sundsvall, där han skrev på ett treårskontrakt. Den 13 januari 2023 blev Lasso klar för en återkomst till Tampa Bay Rowdies.